# Antonio Veneziano (Dichter)

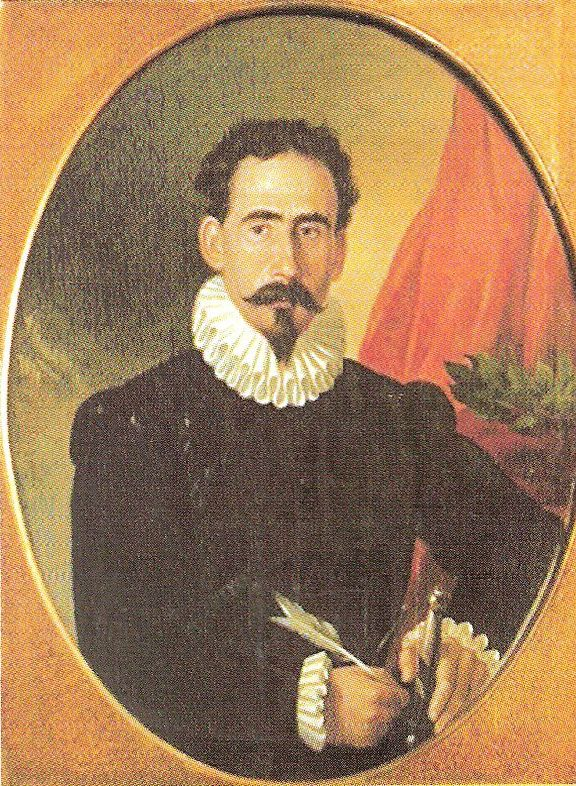
Antonio Veneziano; Gemälde des 19. Jahrhunderts

Antonio Veneziano (* 1543 in Monreale; † 19. August 1593 in Palermo) war ein italienischer Dichter.
Veneziano stammte aus Sizilien und führte ein abenteuerliches Leben. 1578 geriet er in die Hände algerischer Seeräuber. Später kam er nach Spanien, wo er Miguel de Cervantes traf. Veneziano starb im Gefängnis. Seine Gedichte, vor allem „Celia“, in sizilianischem Dialekt waren sehr beliebt. Veneziano schrieb auch lateinische Epigramme, italienische Prosa und viele „canzoni“. Seine Lyrik war anmutig und ansprechend, trotz der offenkundigen Anlehnung an Francesco Petrarca.